# آریسا
آریسا (ایتالیایی: Arisa؛ زادهٔ ۲۰ اوت ۱۹۸۲) خواننده، بازیگر و موسیقی‌دان اهل ایتالیا است. وی از سال ۲۰۰۹ میلادی تاکنون مشغول فعالیت بوده‌است.
از فیلم‌هایی که وی در آن حضور داشته‌است، می‌توان به بدترین هفته زندگی‌ام اشاره کرد.